# رینینگ
رینینگ (به انگلیسی: Reining، به معنای افسار زدن یا لجام زدن) یک سبک سوارکاری غربی است که متأثر از سبک رنچینگ و سنت جنگاوری است که توسط کنکیستادورهای اسپانیایی به آمریکا آورده شده‌است. در این نوع سوارکاری، اسب را به صورت چهارنعل از مسیرهای مشخصی که شامل دوایر، پیچ‌ها و توقف‌های مختلف است عبور می‌دهند.
ابزار و سبک این نوع سوارکاری جهت استفاده برای کابوی‌های غرب ایالات متحده آمریکا تغییر و توسعه یافته‌است. از آنجایی که کابوی‌های غرب آمریکا نیاز داشتند تا در مناطق سنگی و زمین‌های سخت برای ساعت‌های طولانی بر روی زین باشند یا گاهی اوقات احتیاج به استفاده از کمند برای بستن گاوها بوده‌است، این سبک گسترش پیدا کرده‌است.به دلیل ضرورت استفاده از یکدست برای سواری در زمان استفاده از کمند، اسب‌های رینینگ به طناب‌های دور گردن عادت دارند.

## رینینگ آزاد
رینینگ آزاد به اسب و سوارکار هر تیم اجازه میدهد تا یک سری حرکات رینینگ را در اجرای خود به همراه یک قطعه موسیقی بگنجانند.رینینگ مشابه  رقابتهای درساژ آزاد است اما با عناصر انسانی مشابه اسکیت نمایشی است.مطابق با قوانین فدراسیون ملی رینینگ آمریکا (مخفف:ان آر اچ) راندن اسب با دو دست و هم با یک دست  و حتی بدون دست مجاز است.